# Pitcairnia spicata
Espèce
Pitcairnia spicata est une espèce de plantes à fleurs de la famille des Bromeliaceae. Son aire de répartition naturelle se situe en Martinique sur la Montagne Pelée. C'est une plante vivace qui pousse principalement dans le biome tropical humide.

## Description
Pitcairnia spicata est une espèce terrestre aux feuilles longuement linéaires et dont la face inférieure est densément écailleuse à aspect tomenteux grisâtre. Les marges présentent de petites dents, au moins à la base. L'inflorescence est dressée, souvent lâche et ramifiée, rarement à épi simple densiflore. Les bractées florales les plus basses sont nettement plus courtes que les sépales.

## Répartition et habitat
Pitcairnia spicata est endémique de Martinique,,. Elle est présente dans les formations végétales montagnardes.

## Liste des variétés
Selon GBIF (6 août 2025) :
- Pitcairnia spicata var. sulfurea Mez, 1896

## Dénomination
Ce taxon porte en français le nom vernaculaire ou normalisé suivant : Ananas-montagne.

## Systématique
Le nom correct complet (avec auteur) de ce taxon est Pitcairnia spicata (Lam.) Mez.
L'espèce a été initialement classée dans le genre Bromelia sous le basionyme Bromelia spicata Lam..
Pitcairnia spicata a pour synonymes :
- Billbergia purpurea Beer
- Bromelia spicata Lam.
- Hepetis albucifolia (Schrad.) Mez
- Hepetis spicata (Lam.) Mez
- Pitcairnia affinis K.Koch
- Pitcairnia albucifolia Schrad.
- Pitcairnia angustifolia É.Morren
- Pitcairnia angustifolia É.Morren ex Baker
- Pitcairnia pruinosa hort.
- Pitcairnia pruinosa hort. ex K.Koch
- Pitcairnia spicata var. spicata
- Pourretia magnispatha K.Koch